# زمانی برای کشتن (فیلم ۱۹۶۷)
زمانی برای کشتن (به انگلیسی: A Time for Killing) فیلمی محصول سال ۱۹۶۷ و به کارگردانی فیل کارلسون، راجر کورمن است. در این فیلم بازیگرانی همچون اینگر استیونس، گلن فورد، پل پترسون، تیموتی کری، جرج همیلتون، کنت توبی، دیک میلر، ریچارد اکس.اسلاتری، هریسون فورد، امیل میر، مارشال رید، مکس بر جونیور، تاد آرمسترانگ، هری دین استنتون ایفای نقش کرده‌اند.